# Cosimo de' Pazzi
Cosimo de' Pazzi (Firenze, 9 dicembre 1466 – Firenze, 8 aprile 1513) è stato un abate, arcivescovo cattolico e diplomatico italiano appartenente alla famiglia fiorentina dei Pazzi.

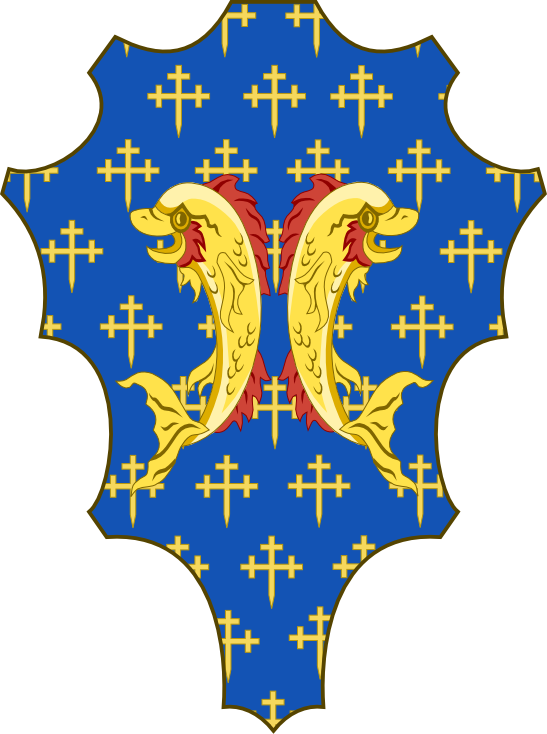
Stemma dei Pazzi

Era figlio di Guglielmo de' Pazzi e di Bianca de' Medici.

## Biografia
Iniziò la carriera ecclesiastica come canonico dell'arcidiocesi Metropolitana di Firenze nel 1475, passando in seguito a ricoprire il ruolo di abate in vari luoghi: a Santa Margherita a Tosina, a San Pietro a Montegonzi (come priore) e a San Fedele a Poppi.
Entrato nella curia vaticana come canonico di San Pietro in Vaticano, fu in seguito vescovo di Oloron dal 10 dicembre 1492. Nel 1496 fu inviato come ambasciatore presso l'Imperatore Massimiliano I, e nel 1497 divenne vescovo di Arezzo. Fu ambasciatore anche in Spagna, in Francia, presso Cesare Borgia (1501) e a Roma (1503).
Dopo essere stato Governatore di Forlì nel 1506, fu nominato arcivescovo di Firenze dal 1508, dopo Rinaldo Orsini. Fu un diligente uomo di Chiesa, come ci riportano le cronache dell'epoca. A Firenze compì una vista pastorale nelle parrocchie e tenne un sinodo nel 1508.
Fu autore di una traduzione in latino delle Dissertazioni di Massimo di Tiro, il cui testo greco era stato portato in Occidente da Costantinopoli da parte di Giovanni Lascaris.
Alla sua morte fu sepolto in Santa Maria del Fiore.

## Successione apostolica
La successione apostolica è:
- Vescovo Guglielmo de’ Folchi (1510)

## Opere
- Maximi Tyrii Philosophi Platonici Sermones e Graeca in Latinam linguam versi Cosmo Paccio interprete, Basilea, J. Froben, 1519.